# Jeter-Pillars Orchestra
Das Jeter-Pillars Orchestra war ein US-amerikanisches Orchester der Swing-Ära, das 1934 von dem Altsaxophonisten James Jeter und dem Tenorsaxophonisten Hayes Pillars gegründet wurde, die beide zuvor bei Alphonse Trent gespielt hatten. Die Band arbeitete zehn Jahre in St. Louis und nahm 1937 für Vocalion auf. Dies blieben trotz des langen Bestehens die einzigen Aufnahmen.
Das Jeter-Pillars Orchestra galt nicht als besonders ausgewiesenes Jazzorchester, obwohl ihm über die Jahre bedeutende Jazzmusiker wie Harry Sweets Edison, Walter Page, Jimmy Blanton, Jo Jones, Kenny Clarke, Sid Catlett, Charlie Christian und Floyd Smith angehörten.